# ロビソン (ミサイル駆逐艦)
|          | |
| 艦歴     | |
| 発注     | |
| 起工     | 1959年4月28日 |
| 進水     | 1960年4月27日 |
| 就役     | 1961年12月9日 |
| 退役     | 1991年10月1日 |
| その後   | 1994年6月20日にスクラップとして売却 |
| 除籍     | 1992年11月20日 |
| 性能諸元 | |
| 排水量   | 満載：4,500トン |
| 全長     | 437 ft (133.2 m) |
| 全幅     | 47 ft (14.3 m) |
| 吃水     | 22 ft (6.7 m) |
| 機関     | バブコック・アンド・ウィルコックスボイラー4缶 1,275psi ゼネラル・エレクトリック蒸気タービン2基 70,000shp 2軸推進                       |
| 速力     | 30ノット以上 |
| 乗員     | 士官、兵員383名 |
| 兵装     | Mk 42 5インチ単装砲 2基 Mk 11 連装ミサイル発射機 1基 （ターター後にSM-1MR) Mk 112アスロック8連装発射機 1基 Mk 32 3連装短魚雷発射管 2基 |
| モットー | |

ロビソン(USS Robison, DDG-12)は、アメリカ海軍のミサイル駆逐艦。チャールズ・F・アダムズ級ミサイル駆逐艦の11番艦。艦名はサミュエル・ロビソン海軍少将に因む。

## 艦歴
ロビソンは1959年4月28日にミシガン州ベイシティのデフォー造船で起工する。1960年4月27日にジョン・H・サイズ夫人（太平洋艦隊司令官の妻）によって進水し、1961年12月9日に就役した。
ロビソンはベトナム戦争においてトンキン湾のヤンキー・ステーションで空母への航空警戒任務に従事し、シードラゴン作戦に参加、その他パイロットの捜索救助、支援艦砲射撃任務を行った。
ロビソンは1991年10月1日に退役し、1992年11月20日に除籍、1994年6月20日にスクラップとして売却された。ロビソンはベトナム戦争での戦功で殊勲部隊章を受章した。